# Torre inclinada de Teluk Intan
La torre inclinada de Teluk Intan (en malaisi: Menara Jam Condong Teluk Intan) és un monument de Malàisia equivalent a la mundialment famosa Torre de Pisa a Itàlia. De fet, ambdues torres s'inclinen cap a l'esquerra. La torre de Teluk Intan es troba al centre de la ciutat de Teluk Intan, a Perak. Fa 25,5 metres d'alçada i, des de fora, sembla un edifici de 8 plantes. No obstant, realment a dins només es divideix en 3 pisos.
La torre se situa enmig d'una plaça envoltada pels carrers Jalan Pasar, Jalan Selat, Jalan Bandar i Jalan Ah Cheong.

## Utilitat
La finalitat de la construcció de la torre, també coneguda com la Torre del Rellotge, era poder emmagatzemar aigua per la població local per les èpoques de sequera, en cas d'incendi. El rellotge de la torre també es feia servir per consultar l'hora.

## Història
La torre es va construir sota la direcció de l'arquitecte Leong Choon Chong a finals del segle xix. No obstant, la seva autoria va ser reclamada per un britànic, Neol Danison, i després pels japonesos durant la seva ocupació de Malàisia en el 1941. Durant aquest període, la torre va esdevenir la torre de vigilància dels japonesos.
Després d'obtenir la independència, l'any 1957, la torre va esdevenir un monument nacional oficial.

## Disseny
La seva estructura d'estil pagoda va estar molt influïda per l'arquitectura xinesa, perquè la majoria de la població de la ciutat en aquell temps era xinesa. Cada pis fa 5 metres d'alt i hi ha un total de 110 esgraons des de la planta baixa fins a dalt de tot de la torre.
El depòsit d'aigua, que fa 5 metres d'alçada i 18,36 metres cúbics de profunditat, es troba en el tercer pis i està fet d'acer. La base de la torre fa 13 metres de diàmetre i es va estrenyent cap a dalt fins a arribar a un diàmetre de 8,2 metres.

## Inclinació
Els motius pels quals la torre s'inclina cap a l'esquerra són principalment que el terra bla en el qual es va construir, així com el pes de l'aigua del depòsit, han cedit sota la torre i això fa que s'inclini cap al sud-oest.